# Tittabawassee (rivière)
La rivière Tittabawassee est un cours d'eau qui coule dans l'État du Michigan dans la région de la Péninsule inférieure du Michigan.
La rivière reçoit les eaux de la rivière Chippewa dans le comté de Midland.
La rivière se jette ensuite dans la rivière Saginaw dans le comté de Saginaw avant de rejoindre les Grands Lacs.